# Justus Christian Loder
Ferdinand Justus Christian Loder, (Riga (Estonia), 12 de març, 1753 - Moscou (Rússia), 16 d'abril, 1832), va ser un metge, anatomista, cirurgià i metge personal alemany-bàltic de l'emperador rus Alexandre I entre 1794. L'obra principal Tabulae anatomicae, escrita l'any 1803, va ser la col·lecció sistemàtica i completa més important del seu temps.

## Vida i obra
Joventut i estudis

Justus Christian Loder va créixer a Riga com a fill del director de l'institut i diaca Johann Loder (nascut el 4 de gener de 1687 a Burgbernheim; † el 5 de setembre de 1775 a Riga) i de la seva dona, la filla de l'advocat del tribunal, Helene Kappel, que es van casar el dia 4 de maig de 1731. També va tenir germans com l'antic teòleg Martin Gottlieb Loder (nascut l'11 de novembre de 1739 a Riga; el 15 de maig de 1806 a Wolmar), que esdevingué pastor i prebost a Wolmar. Justus Christian Loder, del 1769 al 1773 va assistir a l'escola secundària local, on, a més del seu pare, els mestres Johann Benjamin Erdmann (* 1732 Waltershausen/Gotha; † juny 1783 a Riga) i Johann Ferdinand Hollenhagen (* cap al 1711 a Bauske; † març). 11, 1782 a Riga ) va tenir una influència formativa en el jove Loder. Encara a l'escola va fer de traductor de la tercera part de les Lettres à une princesse d'Allemagne (1772) de Leonhard Euler i de la descripció de Kamtxatka de Stepan Petrovich Krascheninnikov (1773).
El setembre de 1773 va anar a la Universitat de Göttingen per estudiar medicina. A Göttingen va ser acollit a la casa d'August Ludwig von Schlözer, on va viure durant els seus estudis. Loder va assistir a les conferències mèdiques d'Ernst Gottfried Baldinger, Johan Andreas Murray, Heinrich August Wrisberg i Ernst Johann Friedrich Stromeyer (1750–1830). També va assistir a actuacions de Johann Beckmann, Johann Christian Polycarp Erxleben, Johann Friedrich Blumenbach, Johann Peter Miller, Christian Gottlob Heyne, Johann Christoph Gatterer, Johann Georg Heinrich Feder i Georg Jacob Friedrich Meister. En aquella època va traduir altres escrits científics, inclòs el treball de Louis Vitet (1736–1809) sobre la medicina del bestiar (1776). El 27 d'agost de 1777 va defensar la seva tesi inaugural commodis, quae ex rei mertatoriae studio in medicinam permanare possint i posteriorment va ser doctorat en medicina el 18 de setembre del mateix any.

## Anys a Jena
El 19 de setembre de 1778, Loder va ser nomenat professor de medicina per a les assignatures d'anatomia, cirurgia i obstetrícia a la Universitat de Jena. Després d'haver adquirit el títol acadèmic de Mestre en Filosofia (Dr. phil.) a Jena el 1779, va fer un viatge als Països Baixos el 1780 i el 1781 a costa del duc Carl August de Sajonia-Weimar-Eisenach, a França i Anglaterra. Als Països Baixos va conèixer Petrus Camper a Groningen, Eduard Sandifort a Leiden, Andreas Bonn (1738-1817) a Amsterdam i l'advocat i naturalista Pieter Lyonet a La Haia.
A París va viure tres mesos a casa de Pierre Joseph Desault, va conèixer a Pierre Charles Alexandre Louis, Félix Vicq d'Azyr, Louis Jean Marie Daubenton i Antoine Portal (1742-1832) i va assistir a cursos d'obstetrícia amb Jean-Louis Baudelocque. A Rouen va treballar durant quatre mesos a l'hospital militar de l'Hotel-Dieu allà sota la direcció del cirurgià Jean Pierre David (1737-1784). Va passar cinc mesos a Londres amb William Hunter, on va conèixer Joseph Banks, John Schelden (1752-1808), William Cumberland Cruikshank, Matthew Baillie, Percivall Pott, John Hunter i William Farquharson (1760-1822). Després d'ampliar els seus coneixements científics d'aquesta manera, va tornar a Jena. Després del seu retorn el 1782, va construir un teatre anatòmic, la maternitat "Accouchierhaus", un hospital mèdic-quirúrgic i un gabinet d'història natural a Jena. Va ser nomenat metge personal per Carles August de Saxònia-Weimar-Eisenach el 1781, conseller de la cort el 1782 i, basant-se en els seus serveis, conseller secret de la cort el 1799. També va participar com a físic a Jena i al mateix districte.
Com a cap del Gabinet d'Història Natural de Jena, va crear una col·lecció de més de 4.000 objectes anatòmics -per iniciativa del seu sobirà, interessat en les ciències naturals, i el seu conseller privat Johann Wolfgang von Goethe- que va portar amb ell quan va deixar Jena el 1803. Durant els seus 25 anys de treball a Jena, es van crear diversos escrits mèdics, com ara les seves Tabulae anatomicae quas ad illustrandam humani corporis fabricam (Taules anatòmiques alemanyes per a la promoció del coneixement del cos humà, amb text alemany i llatí), que van ser escrites entre 1794 i 1803 la col·lecció sistemàtica i completa d'imatges del cos humà més important de l'època. Entre 1797 i 1801 va editar el Journal for Surgery, Obstetrics and Forensic Medicine, que va aparèixer en quatre volums. A Jena, Loder també va participar en les tasques organitzatives de la Salana. Fou degà de la facultat de medicina i rector de l'alma mater els semestres d'hivern de 1781, 1788, 1797 i el semestre d'estiu de 1799.
Durant el seu temps a Jena, Loder va mantenir estrets contactes amb Christoph Wilhelm Hufeland i Goethe. Goethe va adquirir els seus coneixements d'anatomia de Loder i va aprendre dissecció d'ell. Aquesta col·laboració també va donar lloc al re descobriment de Goethe de l'os prem axil·lar humà (1784) a l'Anatomia de Jena (Torre d'Anatomia) juntament amb el seu amic Loder. Alexander i Wilhelm von Humboldt, que van participar en el curs de preparació de Loder juntament amb Goethe el 1797, així com Barthel von Siebold, la dissertació del qual Loder va supervisar més tard, també es van convertir en els seus estudiants. En aquesta època, Loder era considerat l'anatomista més important d'Alemanya i, a més de la recerca i la docència en el seu propi camp, també es va fer un nom com a patòleg forense, oftalmòleg, fisiòleg i obstetra.
Loder va ser membre de la Lògia Francmaçó de Weimar Anna Amalia, en la qual va ser ascendit a oficial el mateix dia que Goethe el 1781 i, juntament amb Goethe i el duc Karl August, va ser ascendit a mestre el 1783. Va estar afiliat a la Lògia Zu den drei Degen el 10 de desembre de 1803 a Halle, a la qual va pertànyer fins a 1811.

## Halle i Königsberg
El 1803 es va traslladar a la Universitat de Halle com a conseller privat prussià, on, a més de les seves activitats docents com a professor de medicina, va tornar a destacar per la fundació d'un hospital i una clínica obstètrica. Després que els francesos van entrar a Halle després de la seva victòria a la batalla de Jena i Auerstedt el 1806, va rebutjar l'oferta d'incorporar-se a la funció pública i, en canvi, va seguir la família reial prusiana al seu exili a Königsberg. Aquí es va convertir en el metge personal reial prussià de Friedrich Wilhelm III de Prússia el 1808. Va rebre el diploma de noblesa prussiana el 27 de novembre de 1809 pels seus serveis i va ser nomenat conseller d'estat real i metge personal.

## Metge personal rus imperial a Moscou
Després va anar a Sant Petersburg i Moscou i va ser nomenat pel tsar Alexandre I el 1810 com el seu metge personal i conseller d'estat imperial rus. Durant l'ocupació francesa de Moscou com a part de la campanya russa de Napoleó, va atendre els ferits russos en hospitals militars construïts específicament per a aquest propòsit. Entre 1813 i 1817 va dirigir l'hospital militar de Moscou i durant aquest temps el va ampliar per incloure una ala separada per als oficials, que va ser finançada amb una donació de 25.000 rubles dels comerciants de Moscou. El 1818, el tsar Alexandre va comprar la col·lecció anatòmica de Loder per 50.000 rubles de plata i la va donar a la Universitat de Moscou. Al nou edifici d'anatomia construït sota el seu lideratge i finançat pel tsar amb 100.000 rubles, que es va inaugurar el 1819, Loder va ensenyar com a professor honorari de medicina durant els anys següents. Durant aquest temps va publicar un manual llatí d'anatomia (Elementa anatomiae humani corporis, 1823) i va editar una llista dels exemplars de la col·lecció anatòmica de Moscou (Index praeparatorum aliarumque rerum ad anatomen spectantium, 1823). Va publicar el seu darrer escrit després de l'epidèmia de còlera de Moscou de 1830. Després de la seva mort, el 16 d'abril de 1832, es va erigir un bust de marbre en el seu honor a la col·lecció anatòmica de la Universitat de Moscou.
Loder havia estat membre honorari de l'Acadèmia de Ciències de Sant Petersburg des de 1794 i membre corresponent des de 1809 i membre honorari de l'Acadèmia de Ciències de Prussia des de 1812. També va pertànyer a la "Royal Society of Sciences de Göttingen" i a altres societats doctes i clubs de Moscou, Vilna, París, Viena, Pàdua, Zuric, Erlangen, Hanau, Jena i Halle. Va rebre l'Ordre de Santa Anna, de segona classe amb diamants, la Gran Creu de l'Ordre de Sant Vladimir, de 2a classe i va ser cavaller de l'Ordre Reial de l'Àguila Vermella prusiana, de 2a classe. Va ser president del consell eclesiàstic de la comunitat protestant de Moscou a Sant Miquel, membre de la Comissió de Dret Imperial Rus, membre de la Cavalleria de Moscou i de l'Imperial Medical College.
La ciutat de Jena va posar el seu nom a un carrer. L'asteroide (55772) Loder va rebre el seu nom el 10 de novembre de 2003.

## Família
Loder es va casar dues vegades. Va concloure el seu primer matrimoni el 27 de setembre de 1778 a Göttingen amb Wilhelmine Dorothea Victoria Röderer (1756-1791), filla del professor d'obstetrícia de Göttingen Johann Georg Roederer (1726-1768) i la seva dona Elisabeth 
Clara Wahl (1735-1758). Es va tornar a casar el 26 de desembre de 1792 a Göttingen, amb Charlotte Luise Auguste Richter (1773-1847), filla del professor de medicina August Gottlieb Richter (1742–1812). Els fills provenen dels matrimonis. Aquests són coneguts:
- - Eduard Loder (nascut el 4 d'agost de 1786 a Jena; † el 23 de desembre de 1812 a Königsberg/Prússia) professor associat de medicina
  - Bertha Loder (nascuda el 26 de juliol de 1788 a Jena; † 23 d'octubre de 1789 ibid.)
  - Hermann Loder (nascut el 21 d'agost de 1791 a Jena; † el 13 de setembre de 1791 ibid.)
  - Ida Auguste Loder (nascuda el 13 de juny de 1794 a Jena; † el 22 d'agost de 1795 ibid.)
  - Bertha Loder (24 de setembre de 1796 a Jena; † 1842) ⚭ Carl von Lützow (camarlenc) (1794–1868), camarlenc de Mecklenburg i capità del castell, mare de Carl von Lützow
  - August Loder (* 1804 a Halle; † 1810)

## Publicacions (selecció)
- Traducció de la tercera part de les lletres d'Euler a une Princesse d'Allemagne. Riga/Leipzig 1772.
- Alguns tractats filosòfics individuals. 1773.
- Les lliçons del Sr. Vitet en l'art de la medicina del bestiar; traduït del francès, amb notes de Joh Polykarp Erxleben. de la 1a part 2n volum sobre la formació i l'ús de parts en cavalls i bestiar. Lemgo 1776.
- Diss. Synchondroseos ossium pubis sectionem in partu difficili instituendam denuo expendit. Göttingen 1778 (books.google.cat).
- Diss. Primae lineae neurologiae corporis humnai Comentari. I. Pro Loco. Jena 1778.
- Manual anatòmic. Jena, 1788, volum 1, reader.digitale-sammlungen.de; 2a edició ibid 1800.
- Observacions i experiències sobre els tumors de manxa i la seva erradicació. Leipzig 1793. (editat i traduït del llatí per Bernhard Heinrich Jakobsen, /bsb10391516_00003.html reader.digitale-sammlungen.de).
- Observacions quirúrgiques-médicos, majoritàriament en el ducal. recollit de l'Hospital Saxònia-Weimar de Jena. Volum 1. Weimar 1794.
- Observacions mèdiques quirúrgiques, principalment a l'hospital mèdic-quirúrgic Ducal Saxònia-Weimarschen de Jena. Jena 1794.
- Dissertatio Inauguralis Medico-Chirurgica De Necrosi Ossium. Typis Goepferdtii, Jena 1794 (ULBDD|urn:nbn:de:hbz:061:1-548403).
- Ordinis Medici Ienensis Decanus Iust. cristià. Loder, D. Solemnem Panegyrin Dignissimi Medicinae Candidati Ioannis Abrahami Albers Bremani A. D. XXX. Martii [MD]CCLXXXXV Pvblice Habendam Incidit. Jena 1795 (ULBDD|urn:nbn:de:hbz:061:1-552349).
- Observationis scroti per sphacelum destructi et reproductionis ope restituti. Jena 1795 (ULBDD|urn:nbn:de:hbz:061:1-552353).
- Taules anatòmiques per afavorir el coneixement del cos humà. i en llatí sota el títol: Tabulae anatomicae quas ad illustrandam humani corporis fabricam. Jena 1794–1803; 2. Volums amb plaques de coure i 4 volums. text; (Volum 1, 1794 books.google.cat; 1803, Volum 1, fs1/object/display/bsb10315798_00003.html reader.digitale-sammlungen.de Volum 2 books.google.cat).
- com a editor: Diari de cirurgia, obstetrícia i medicina forense. Jena 1797, volum 1, lector digital -collections.de; Jena 1800, 2n volum, reader.digitale-sammlungen.de; Jena, 1802, 3r volum, reader.digitale-sammlungen.de; Jena 1806, volum 4, (reader.digitale-sammlungen.de)
- Grundriß der Anatomie des menschlichen Körpers. Zum Gebrauche bei Vorlesungen und Secir-Uebungen.Jena, 1806, Banda 1,
- Oració el dia de la inauguració del nou Teatre Anatòmic 10 de novembre 1819 celebrat oficialment: es va afegir la versió russa; amb pestanya. bronze.
- "Anfangsgründe der Chirurgie" Jena 1800, 1. Banda.
- Ausführliche anatomische Beschreibung des menschlichen Körpers, Zum Gebrauch beim Selbststudium. Erfurt 1803, 2 Bände.
- "Paraules amb les quals exhortava als seus oients Moskau 1820".
- "Índex d'exemplars i altres coses relacionades amb l'anatomia, que es conserven al museu de la Universitat Cesària de Moscou 1823". 2. Auflage ebenda 1826.
- "Elements de l'anatomia del cos humà, que van ser ensenyats pel seu membre d'honor Justus Christianus a Loder als aprenents de l'art mèdic de la Mesquita de la Universitat de Cesarea, etc. explicat. Moskau/Riga/Dorpat 1823, Vol. I. (books.google.cat)
- Ueber die Bereitung künstlicher Mineralwasser nach der Methode des Hrn. D. Struve zu Dresden. Moskau 1825.
- Ueber day Còlera-Krankheit. Ein Sendschreiben. Königsberg 1831 (reader.digitale-sammlungen.de)
- Zusätze zu seiner Schrift über die Cholera-Krankheit. Königsberg 1831 (reader.digitale-sammlungen.de)
- als Hrsg.: Robert Wallace Johnson's neues System der Entbindungskunst auf praktische Wahrnehmungen gegenertung. Leipzig 1782, 2 Bände (=PPN667026932&DMDID=&LOGID=LOG_0001&PHYSID=PHYS_0004 gdz.sub.uni-goettingen.de).